# モヒガン族の人々

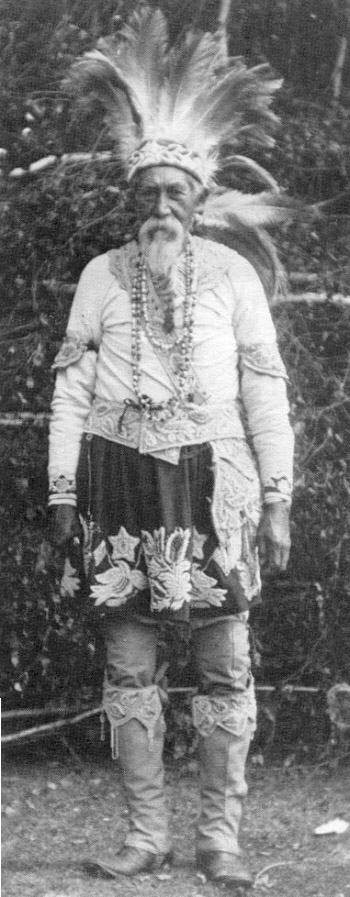
伝統衣装をまとった、ナラガンセット・モヒガン人のレスター・スキースク

モヒガン族の人々(モヒガンぞくのひとびと、英: Mohegan)は今日のコネチカット州に居住するアメリカ先住民である。モヒガン人の多数はコネチカット州南央部のテムズ川上流東川岸の谷に所在する保留地に住む、連邦認定部族のモヒガン族との関係を持っている。モヒガン族はコネチカット州で連邦認定されている二部族のうちの一つであり、他方はコネチカット州レディヤードに保留地を持つマシャンタケット・ピクォート族である。コネチカット州には州認定の部族が他スカッチコーク、ポーグセット、東ピクォート族の三つがある。
欧州人と初めて接触した頃、モヒガンとピクォート人は一つの部族としてコネチカット地方東南部に居住していたが、ピクォートの貿易帝国や朝貢体制への統制が失われ、覇権が弱まるにつれ、モヒガンは徐々に独立し始めた。ピクォートという名前はアメリカ北東部の他の先住民族から名付けられたものであり、時間とともにモヒガンも自称したものである。1637年のピクォート戦争中、イギリスのピューリタン系入植者は、ミスティックにある要塞村をアンカスとウィークアッシュの二人にナラガンセット族の助力を得て破壊した。ハドソン川西部のイロコイ連邦のモホーク族による、アンカスのいとこサッサカスの暗殺によって戦いは終焉した。戦争後、モヒガンは、首長にしたアンカスの指導のもと、ピクォート族とは別の部族国家を形成した。アンカスはアルゴンキン語系の名前ウォンコスの英表記であり、「キツネ」という意味を持つ。「モヒガン」はアルゴンキン語系（モヒガン・ピクォート語）では「オオカミの民」と訳される。
モヒガン族はやがて部族の土地の所有権の殆どを失ってしまった。1978年、ローリングクラウド・ハミルトン首長はモヒガンの連邦認定を求め、署名運動を行った。ハミルトンの子孫は現在、連邦認定された部族国家とは独立して活動している。
1994年、モヒガンの多数派はコネチカット州アメリカ先住民族のモヒガン族(MTIC)として連邦認定を受けた。アメリカ連邦政府より「モヒガン・インディアン族という先住民集団のれっきとした継承者」として定義されている。同年、連邦政府は議会に命じられ、部族の保留地用に土地を受託した。
今日、コネチカット州のモヒガン人の殆どはニューロンドン・カウンティ、アンカスビル町に隣接するモンビル町のモヒガン保留地(北緯41度28分42秒 西経72度04分55秒 / 北緯41.47833度 西経72.08194度)に居住している。モヒガン族はモヒガンサン・カジノの二つのうち一つをアンカスビルにて運営している。

## 歴史
モヒガン先住民族はコネチカット州南央部に歴史的に拠点を置き、元々はピクォート族の一部であった。ピクォート族から徐々に独立したモヒガン族は、ピクォートの地域覇権を奪った1636年のピクォート戦争では、イギリス人入植者の同盟者として戦った。褒賞として、入植者はモヒガン族にピクォートの捕虜を与えた。
コネチカット州でのモヒガンの郷土にはテムズ川沿いのトレーディング・コーヴやコチガン岩、シャントック要塞、モヒガン人が19世紀初頭に会衆派教会を建てたモヒガン丘などがある。1931年、タンタキジョン家はモヒガン丘にタンタキジョン先住民族博物館を建て、部族の工芸品や歴史的遺物を展示した。グラディス・タンタキジョン(1899-2005)は長年、部族のメディスン・ウーマン（呪医）と私的歴史家としても活躍した。ペンシルバニア大学で文化人類学を学び、連邦機関のインディアン事務局で10年間働いた経験も持った。コネチカットへ戻った後、60年間にわたって博物館を運営し、同博物館はアメリカ先住民族に初めて所有・運営された博物館の一つとなった。
1933年、ジョンEハミルトン（ローリング・クラウド首長）は血縁を基盤とした伝統的な選抜制度によって母親のアリス・ストーリーから大首長に任命された。彼女はアンカスとピクォート族の首長、タマークァシャード両人の直系の子孫であった。モヒガンの伝統では、部族の指導者はしばしば母方の血筋によって選定されていた。

## 土地請求と連邦認定
アメリカ先住民族による活動が高まりを見せた1960年代、ジョン・ハミルトンは「モヒガン・インディアンの子孫の議会」の許可の下、いくつもの土地請求訴訟を提起した。部族は当時300人ほどであった。1970年、モンビル集団のモヒガン人らは訴訟の進行に不満を表し、ハミルトンの支持者が議会を絶った後、コートランド・フォーラーを新たな指導者として選んだが、議会はハミルトンを首長として扱い続けた。
ジョン・ハミルトンの連れた集団（フォーラーに反対され続けたが）は1970年代を通して弁護士ジェロミー・グライナーと土地請求を連邦政府に対して提訴し続けた。同時期、コネチカット土地所有者組織のケントは先住民族国家が私有地を奪う恐れがあるとして、先住民族と非先住民族のメンバーとともに、ハミルトンの土地請求と連邦認定署名運動を反対した。
連邦認定と部族主権を求めた全国的な先住民族の請求に応じ、連邦機関のインディアン事務局（BIA）は1978年、公式な行政過程を定めた。この過程はBIAの官僚が文化的継続性の証明として審査する詳細な評価基準も含まれていた。同年、ハミルトンの集団はモヒガン族の連邦承認請願書を提出した。
1988年にハミルトンが死去したことにより、請願活動は一時期失速した。連邦承認請願書は1989年に復活したが、インディアン事務局の予備調査ではモヒガン社会の継続性を示す記録や一部族としての政治的権限や影響力が基準を満たさないとされた。
1990年、コートランド・フォーラー首長によって率いられたモヒガン族の集団はインディアン事務局の挙げた問題に対して詳細な回答を提出した。回答には系譜書やモンビル町のモヒガン会衆派教会に関する記録など、様々な記録が含まれていた。インディアン事務局の研究者らはハミルトンの集団とモヒガン教会の提供した記録や、グラディス・タンタキジョンが独自の文化人類的調査のために集めた系譜書や部族員データの記録を用いて審査を行った。
コネチカット州アメリカ先住民族のモヒガン族（MTIC）と名乗っていたフォーラーの集団は同年、部族員の資格を1860年頃の一つの家族集団の子孫として記録のある者に限られると決定した。この基準はハミルトンの支持者を一部除外するものであったが、連邦法上、部族は部族員の資格に関わるルールを独自に定める権限があると認められている。更に、MTICは他のモヒガンの人々にモヒガンという部族アイデンティティーを公的文書や工芸品で使用することを止めることに失敗した。
インディアン事務局は1994年の「最後の決定」の中で「部族が20世紀半ばにおいて社会的政治的継続性があった」ことを決定づけるデータや系譜書があったと記した。これによって遂に、コネチカット州アメリカ先住民族のモヒガン族は主権部族国家としての認定を受けた。
同年、アメリカ議会はモヒガン国家（コネチカット州）土地返還法を通過させたことにより、連邦政府はモヒガン族の土地返還のために保留地用の土地を受託する認可を得た。MTICとコネチカット州政府間の最後の1994年の協定では全ての土地返還請求が破棄された。その後、MTICは憲法を採択し、首長に選挙制で選ばれた会長と部族議会によって統治されている。前者は全て任期付きの職である。
ジョン・ハミルトン首長に関係したモヒガンの人々は今日別の集団として存続している。ハミルトンの遺言では非モヒガン人の妻、エレノア・フォーティンが首長後継者として記されており、彼女は現在「ハミルトン集団」の指導者である。両集団は衝突を重ねた歴史や現在に続く異論を抱えつつも、モヒガン族の人々として名乗っており、部族関連の活動に参加を続けている。ハミルトン集団はMTICから別に機能し続けており、コネチカット州南央部の伝統的なテリトリーにて定期的な集会や活動を行なっている。

## 言語の消滅と復活
モヒガン語最後の母語話者、フィデリア「フライング・バード」Aホスコット・フィールディングは1908年に死去した。モヒガン語は主に彼女の日記、学術記事、文化人類学者フランク・スペックによるスミソニアン協会のレポートに記録されている。フィールディングの姪のグラディス・タンタキジョンはモヒガン語の保存に注力した。2012年より、モヒガン族は言語の復活と新たな話者の育成に努めるプロジェクトを実施している。

## 民族植物学
モヒガン族の人々は地域の植物や動物について広大な知識を持っており、狩猟や漁の技術や四季の環境変化への順応、薬草についての知識を何世代にわたって継承してきた。グラディス・タンタキジョンは薬草の知識と民間伝承に関する記録を残すこととレニー・レナペ族（デラウェア州）やワンパノアグなど、他のアルゴンキン系部族の薬草や療法との比較研究に重要な役割を果たした。
例えばシルバー・メープル（カエデの一種）の木の南側から取られた樹皮の浸出液は咳止め薬としてモヒガン族に使われていた。シュガー・メープルの木の樹皮の内側も咳止めとして、樹液は糖分とメープル・シロップに使われていた。

## 部族名の混同
モヒガン族とマヒカン族（ストックブリッジ・モヒカンとも呼ばれている）は類似した名前をもち、アルゴンキン系文化を共有しているが、別々の部族であり、アルゴンキン語系内では異なった語群に属している。マヒカン族は今日のニューヨーク州東部のハドソン川上流とマサチューセッツ州西部のフーサトニック川上流に歴史的に居住してきた。場所の取り違えや誤訳によって、両部族はともに「Mohican」という綴りで歴史的に混同されてきた。ただし、両部族の名前を初めて記録する欧州人の一人であったオランダ人入植者、エイドリアン・ブロックは、「Morhican」（今日のモヒガン族）と「 Mahican、Mahikanders、Mohicans、Maikens」と二つを明確に識別している。
1735年、フーサトニック・マヒカンの指導者らは、ミッション系村バークシャイア・マウンテンズの西に、ストックブリッジ町を興すことをマサチューセッツ州知事のジョナサン・ベルチャーと交渉した。アメリカ独立戦争後、彼らはニューヨークのマヒカン人とニューヨーク州中央部に移住し、オネイダ族の人々と暮らし始めた。当集落はその後、ニューヨーク州ストックブリッジとしての地名が定着した。1820年代、集落の多数の人々が西部へと移動し、ウィスコンシン州に定住した。今日ではモヒカン・インディアンのストックブリッジ・マンジー集団を名乗っている。これらの移動は「モヒカン族の最後」の説話の由来となった。
他方、モヒガン族の子孫の殆どは植民地時代以来、ニューイングランド地方に居住し続け、その多数はコネチカット州に居住している。

## 著名なモヒガン人
- エマ・ベーカー：グリーン・コーン儀式を復活させ、部族評議会の議員を務める
- フィデリア・ホスコット・フィールディング(1828-1908)：モヒガン・ピクォート言語最後の母語話者
- ジョンEハミルトン(1897-1988)：ローリング・クラウド大首長、インディアン権利活動家
- サムソン・オッコム(1723-1792)：ブラザータウンのインディアンのニューヨーク州移住を助けた長老教会の牧師
- グラディス・タンタキジョン(1899-2005)：文化人類学者、ハーブ専門家、タンタキジョン博物館の創設者の一人。20世紀中、モヒガン文化の保存に努めた。
- アンカス(1588頃-1683頃)：モヒガン族初代首長
- オネコ：アンカスの息子
- マホメット・ウェヨノモン：1735年、先住民族のより良い、公正な待遇を求めて渡英した首長
- メリッサ・タンタキジョン・ゾーベル（旧氏名：メリッサ・ジェーン・フォーセット）：モヒガン族歴史家とモヒガン文化図書の著者。代表作品に「薬草の道：グラディス・タンタキジョンの人生と教訓（Medicine Trail: The Life and Lessons of Gladys Tantaquidgeon）」がある。
- マデライン・サーイェット（1989-）：作家、ディレクター、女優
- ファイス・デーモン・デイヴィソン：モヒガン図書館と記録保管庫、部族所有の貴重な本や資料、地図類を管理し、1997年から2010年にかけて部族の3Dコレクションを監督